# Championnats du monde de luge 2011
Navigation
Édition précédente Édition suivante
Les Championnats du monde de luge 2011 se déroulent du 28 au 30 janvier 2011 à Cesana (Italie) sous l'égide de la Fédération internationale de luge de course (FIL). Il y a quatre titres à attribuer, un pour les hommes, un pour les femmes, un pour le double hommes et enfin un pour le relais mixte par équipes. Il s'agit d'une compétition annuelle (hors année olympique). 
Le calendrier des épreuves est le suivant :
- 29 janvier 2011 : Femmes / Hommes
- 30 janvier 2011 : Doubles Hommes / Relais Mixte

## Tableau des médailles
| Rang | Nation    | Or | Argent | Bronze | Total |
| ---- | --------- | -- | ------ | ------ | ----- |
| 1    | Allemagne | 1  | 2      | 1      | 4     |
| 2    | Italie    | 1  | 1      | 0      | 2     |
| 3    | Autriche  | 1  | 0      | 0      | 1     |
| 4    | Canada    | 0  | 0      | 1      | 1     |
| 4    | Lettonie  | 0  | 0      | 1      | 1     |

## Podiums
| Épreuves                                    | Or                                      | Argent                                    | Bronze                          |
| ------------------------------------------- | --------------------------------------- | ----------------------------------------- | ------------------------------- |
| Hommes résultats détaillés                  | Armin Zöggeler                          | Felix Loch                                | Andi Langenhan                  |
| Double-hommes résultats détaillés           | Autriche Andreas Linger Wolfgang Linger | Italie Christian Oberstolz Patrick Gruber | Lettonie Andris Sics Juris Sics |
| Femmes résultats détaillés                  | Tatjana Hüfner                          | Natalie Geisenberger                      | Alex Gough                      |
| Relais mixte par équipe résultats détaillés | annulé                                  | annulé                                    | annulé                          |